# Luddfjällskivling
Luddfjällskivling (Lepiota tomentella) är en svampart som beskrevs av J.E. Lange 1923. Luddfjällskivling ingår i släktet Lepiota och familjen Agaricaceae.  Arten är reproducerande i Sverige. Inga underarter finns listade i Catalogue of Life.